# Мејвуд (Небраска)
Мејвуд (енгл. Maywood) град је у америчкој савезној држави Небраска.

## Демографија
По попису из 2010. године број становника је 261, што је 70 (-21,1%) становника мање него 2000. године.
| Група             | 2000.       | 2010.       |
| Белци             | 323 (97,6%) | 249 (95,4%) |
| Афроамериканци    | 0 (0,0%)    | 0 (0,0%)    |
| Азијати           | 0 (0,0%)    | 0 (0,0%)    |
| Хиспаноамериканци | 3 (0,9%)    | 8 (3,1%)    |
| Укупно            | 331         | 261         |